# Hartkirchen (Austria)
Hartkirchen – miejscowość i gmina w Austrii, w kraju związkowym Górna Austria, w powiecie Eferding. Liczy 4 042 mieszkańców.

## Współpraca
Miejscowości partnerskie:
- Halstenbek, Niemcy
- Lübz, Niemcy